# Omar Valencia (ur. 2002)
Omar Rodrigo Valencia Araúz (ur. 3 lutego 2002 w mieście Panama) – panamski piłkarz występujący na pozycji lewego pomocnika, reprezentant Panamy.